# Be Blues! – Ao ni Nare
Be Blues! – Ao ni Nare (japanisch BE BLUES!〜青になれ〜) ist eine Manga-Serie von Motoyuki Tanaka, die 2011 bis 2022 in Japan erschienen ist.

## Inhalt
Die Handlung dreht sich um Ryū Ichijō, einen talentierten Mittelschüler, der davon träumt, eines Tages für die japanische Nationalmannschaft zu spielen. Aufgrund seiner außergewöhnlichen Technik und Spielübersicht gilt er als zukünftiger Star. Doch ein Unfall, bei dem er sich schwer verletzt, zwingt ihn zu einer zweijährigen Pause und Rehabilitation.
Nach seiner Genesung schließt sich Ryū der Fußballmannschaft seiner Oberschule an, um seinen Traum vom Nationalteam zu verwirklichen.

## Veröffentlichung
Die Mangaserie wurde von Januar 2011 bis Oktober 2022 im Magazin Shōnen Sunday veröffentlicht. Die Kapitel wurden von Shōgakukan in 49 Sammelbänden veröffentlicht.

## Rezeption
2015 wurde der Manga mit dem 60. Shōgakukan-Manga-Preis in der Kategorie „Shōnen“ ausgezeichnet.